# Краковский мир
Краковский мир (пол. Traktat krakowski) — мирный договор между Королевством Польским и великим магистром Тевтонского ордена Альбрехтом Гогенцоллерном, подписанный 8 апреля 1525 года в Кракове и официально завершивший польско-тевтонскую войну 1519—1521 годов. Свидетелями договора выступили Фридрих II Легницкий и Георг Гогенцоллерн, маркграф Ансбаха.
По условиям договора, Альбрехт получал карт-бланш на создание вассального по отношению к Польше Герцогства Пруссия путём секуляризации государства Тевтонского ордена. Сам Альбрехт становился светским правителем Пруссии с титулом герцога, который передавался по наследству. Идею такого преобразования в личной беседе подал Альбрехту лидер Реформации Мартин Лютер.
Тевтонский орден был сохранён, однако навсегда утратил былое могущество.
Формальным следствием договора стало проведение 10 апреля церемонии оммажа, на которой Альбрехт признавал своим сюзереном короля польского и великого князя литовского Сигизмунда I.